# Sky: Children of the Light
Sky: Children of the Light (zkráceně jen Sky) je dobrodružná MMO (massively multiplayer online) hra, kterou vydala Thatgamecompany poprvé 17. července 2019 pro iOS. Později 7. dubna 2020 byla zpřístupněna i na Google Play. Hra podporuje crossplay, tudíž hráči na Androidu i na iOS mohou hrát společně, a je i možné přenášet postup mezi různými zařízeními. Hráč prozkoumává sedm různých říší v animovaném království, kde plní úkoly a zažívá dobrodružství s dalšími hráči. Celé království se bude postupně zvětšovat a budou přibývat nové postavy i úkoly, které budou muset hráči plnit. Sky: Children of the Light vyhrálo mnoho ocenění a je první kapitolou v této online sérii a nástupcem hry Journey, která získala také skvělé ohlasy.

## Gameplay
Hráč přichází ve hře k životu jako dítě světla. Po celém království šíří naději a navrací padlé hvězdy zpět do jejich souhvězdí. Aby odhalil tajemství a obnovil hvězdy, musí sdílet světlo a tím probudit a vykoupit zaniklé předky a civilizace. Setká se zde s mnoha dalšími hráči, se kterými může prozkoumat temné oblasti, zachraňovat duchy a řešit hádanky pro více hráčů. Pro posílení přátelství používají hráči svíčky, které jim odemknou další interaktivní možnosti. S přáteli hráč prozkoumává sedm různých říší, prozkoumává vedlejší cesty a objevuje historii světa. Přátelství s duchy může odemknout nové oblečení a speciální předměty. Hráč se snaží zvětšit svůj plášť sbíráním Křídel světla. Ve hře jsou různé sezóny, které se obměňují a jsou zde i denní úkoly. Hráč může potkat duchy z předchozích sezón, kteří mu umožní znovu prožít jeho vzpomínky.

## Zajímavosti
- Hned v prvním roce po publikaci hry proběhlo 20 milionů stažení. Tři měsíce poté to už bylo 50 milionů stažení.[5]
- V roce 2019 bylo Sky: Children of the Light oceněno Applem jako hra roku pro iPhone.[6]
- Vokály ve hře zpívá, mimo jiné, norská zpěvačka AURORA.[7]
- V roce 2022 proběhl ve hře koncert, který se zapsal do Guinessovy knihy rekordů, kdy bylo na stadioně ve hře naráz připojeno 4 tisíce hráčů, kteří spolu mohli navzájem komunikovat.[8]

## Dostupnost
- iOS[9]
- Android[10]
- Nintendo Switch[11]
- PlayStation 4 a 5[12]
- PC – Microsoft Windows[13]